# Gholam Ali Haddad-Adel

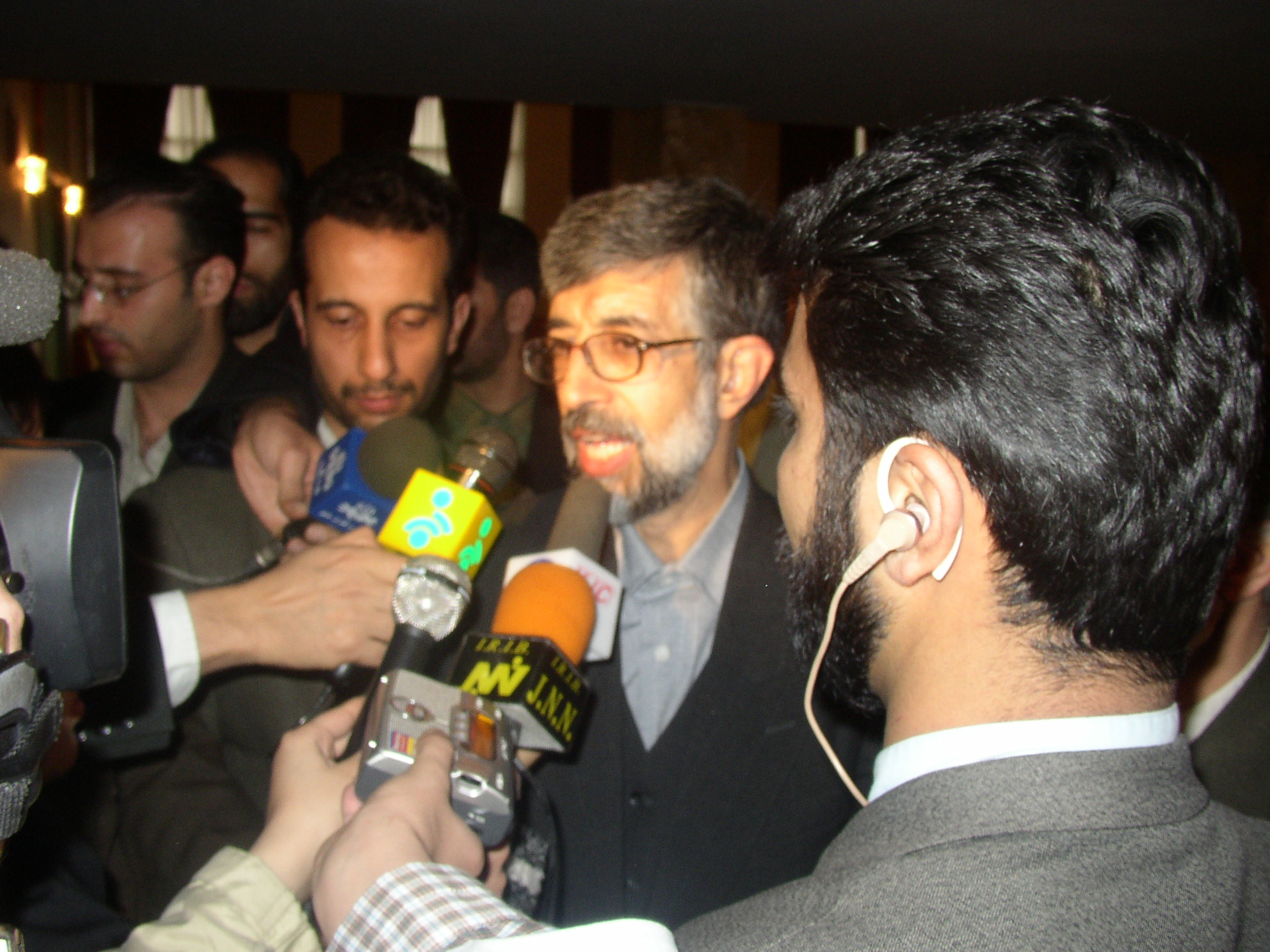
Gholam Ali Haddad-Adel

Gholam Ali Haddad-Adel (persisch غلامعلی حداد عادل; * 1945 in Teheran) ist ein iranischer Politiker und war vom 6. Juni 2004 bis 26. Mai 2008 Sprecher des iranischen Parlaments bzw. wurde mit 226 der 259 anwesenden Abgeordneten zum Parlamentspräsidenten gewählt. Daneben ist er Mitglied im Sicherheitsrat und im Schlichtungsrat.

## Leben
Haddad-Adel wurde als Sohn eines reichen Teehändlers geboren, promovierte noch vor der Revolution an der Universität Teheran in Philosophie und schloss ein Physikstudium mit dem Master ab. Er studierte islamische Philosophie unter Morteza Motahhari, der ein Weggefährte des Revolutionsführers Ruhollah Chomeinis war, aber in Fragen der Herrschaftsform von dessen Lehre abwich. Zugleich gilt Haddad-Adel als Kritiker der Denkschule Ali Schariatis. An der Universität Teheran lehrt er Philosophie des Abendlandes und übersetzte die Werke Immanuel Kants ins Persische. Er gehört dem Hohen Rat der Wissenschaft und Erziehung an und ist seit 1991 Leiter der Akademie für persische Sprache und Literatur.
Er ist Führer der politischen Partei Koalition der Kultivierenden des islamischen Iran, die als pragmatisch konservativ gilt. In seinen Reden zitiert er gleichermaßen den Koran und Kant. 2004 plädierte er für die freie Marktwirtschaft und eine vorsichtige Entspannung mit den Vereinigten Staaten. Er forderte eine Aufhebung des Verbotes von Satellitenschüsseln im Iran. „Unsere Aufgabe besteht darin, das schiefe Bild der Islamischen Republik im Westen zurechtzurücken.“ Durch seine Tochter, die mit dem Sohn Seyyed Ali Chameneis, Mojtaba, verheiratet ist, hat er direkten Zugang zum Revolutionsführer.

## Aktuelle Politik
Hinsichtlich der geplanten Erhebung des britisch-indischen Autors Salman Rushdie in den Ritterstand hat Haddad-Adel eine scharfe Warnung an die britische Königin gerichtet:
Die 80-jährige Elisabeth II. müsse sich die Frage gefallen lassen, warum sie einer Person, die eineinhalb Milliarden Moslems beleidigt habe, den Titel "Sir" verleihe.
Salman Rushdie wurde durch die historische Fatwa von Imam Khomeini zum Tode verurteilt und die Verleihung von Titeln kann diesen Leichnam nicht ins Leben zurückholen.
Der Grund für seine Abwahl als Parlamentspräsident im Mai 2008 lag nach Bahman Nirumand darin, zu spät die Richtung gewechselt zu haben. Seine Taktik war, „sich immer nach der Mehrheit der Konservativen zu richten. So hatte er zunächst bedingungslos die Regierung Ahmadineschad unterstützt. Nachdem aber die Kritik am Präsidenten wuchs, versuchte er die Richtung zu wechseln.“ Auf die Frage eines Journalisten, ob das neu gewählte Parlament hinter der Regierung stehen würde, antwortete Haddad-Adel mit: „der Meinung bin ich nicht.“
Im Jahre 2010 übernahm Haddad-Adel den Vorsitz der von der UNESCO an die Islamische Republik Iran vergebenen Welttags der Philosophie. Der Veranstalter in Teheran war die dort ansässige Akademie für Weltweisheit und Philosophie. Der deutsche Philosoph Otfried Höffe sagte daraufhin seine Teilnahme im November ab, weil er befürchtete, dass die Veranstaltung zu einer „Propagandaveranstaltung“ von Staatspräsident Mahmud Ahmadineschad werde.
Im Februar 2012 erklärte Haddad-Adel die bei den Iranischen Parlamentswahlen im März nicht zugelassenen Parteien für unter der Kontrolle ausländischer Mächte stehend und für pro-westlich. Er selbst soll gleich auf mehreren Listen zugelassener Parteien als Fremdkandidat gestanden haben.
Haddad-Adel wurde als möglicher Nachfolger von Mahmud Ahmadineschad im Amt des Staatspräsidenten gehandelt.
Ende Mai 2012 verlor Haddad-Adel seine Wiederwahl zum Parlamentspräsidenten gegen den Ahmadineschad-Kritiker Ali Laridschani mit 100 zu 173 Stimmen.

## Werke
- Farhang-e Berahnegi va Berahnegi-e Farhangi (Culture of Nudity and Nudity of Culture), Soroush, Teheran. 1980, übersetzt in Urdu, arabisch und türkisch.
- Haj: Namaaz-e Bozorg (Hajj: the Grand Prayer), Sana, Teheran, 2000.
- Daaneshnaame-ye Jahaan-e Eslam (The Encyclopedia of the Islamic World), Islamic Encyclopedia Foundation, Volumes 2-6 (as supervisor), 1996–2001.
- Textbooks on sociology, social science, civil studies and Qur'an, for high school and guidance schools.

Übersetzungen
- Tamhidaat: Moghaddame-i baraaye har Maa-ba'd-ot-tabi'e-ye Aayande ke be onvaan-e yek Elm Arze Shavad. Eine Übersetzung von Immanuel Kant's Prolegomena zu einer jeden künftigen Metaphysik, die als Wissenschaft wird auftreten können. Iran University Press. Teheran. 1988.
- Nazariye-ye Ma'refat dar Falsafe-ye Kaant, a translation of Justus Hartnack's Kant's Theory of Knowledge, Fekr-e Rooz. Teheran. 2000.